# Czesław Kwieciński
Czesław Kwieciński (* 20. ledna 1943 Romaškai, Litva) je bývalý polský zápasník, reprezentant v zápase řecko-římském. Pětkrát startoval na olympijských hrách, dvakrát vybojoval bronzovou medaili.
V roce 1964 v Tokiu vypadl ve střední váze ve druhém kole a v roce 1968 v Mexiku ve stejné kategorii v kole čtvrtém. V roce 1972 v Mnichově a v roce 1976 v Montrealu vybojoval bronzovou medaili v lehké těžké váze. Ve stejné kategorii startoval také v roce 1980 v Moskvě, kde vypadl ve třetím kole.
V roce 1970 a 1973 vybojoval stříbro, v roce 1965 bronz, v roce 1977 a 1979 páté místo na mistrovství světa. V roce 1972, 1974 a 1975 vybojoval čtvrté, v roce 1967 páté, v roce 1970 a 1978 šesté a v roce 1980 sedmé místo na mistrovství Evropy.